# Такэнака Сигэхару

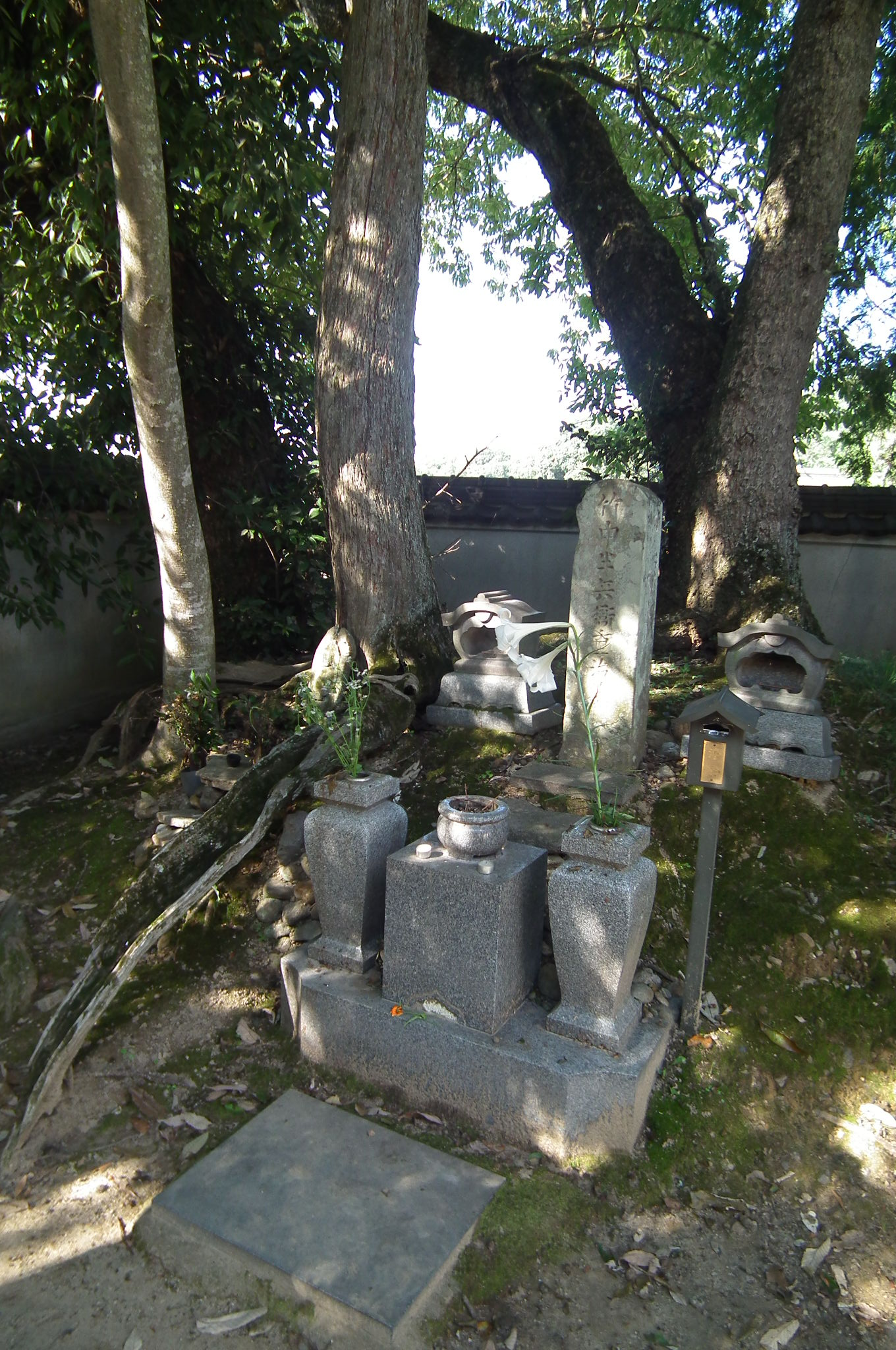

Такэнака Сигэхару (яп. 竹中 重治, 27 сентября 1544 — 6 июля 1579) — японский самурай эпохи Сэнгоку, также известный под именем Хамбэй (яп. 半兵 / 半衛). Наиболее известен как военный стратег, советник Тоётоми Хидэёси во время службы того у Оды Нобунаги.

## Биография
Карьеру Такэнака Сигэхару начинал как вассал самурайского клана Сайто, под предводительством Сайто Ёситацу в провинции Мино. Однако, концом службе этому клану послужило восстание и осада Такэнакой крепости Инабаяма в 1567 году. Впоследствии он перешел на службу к Тоётоми Хидэёси и участвовал в военных кампаниях на стороне войск Оды Нобунаги, таких как походы против кланов Асаи и Асакура в 1570 году.
Интересен один из эпизодов жизни Хамбэя, когда тот не подчинился приказу Оды Нобунаги. Хамбэю был отдан на попечительство Курода Нагамаса — малолетний сын Куроды Ёситаки, вассала Оды. В 1578 году во время выполнения одного из заданий, Курода Ёситака был захвачен в плен, и Нобунага, усомнившись в его преданности, приказал казнить сына Куроды. Такэнака Сигэхару принял во внимание приказ, но не спешил его исполнить, пока Нобунага не сменил своего решения, и тем самым спас жизнь мальчику.
На протяжении всей службы у Хидэёси, Хамбэй был тому верным советчиком и другом, оказывающим неоценимую помощь в вопросах военного дела, вплоть до самой смерти. Хамбэй имел слабое здоровье и тяжело болел, умер он в 1579 году от туберкулеза при осаде крепости Мики, когда войска Оды Нобунаги под предводительством Тоётоми Хидэёси вели кампанию против клана Мори и его союзников в Тюгоку.
Сын Такэнаки Сигэхару также служил Хидэёси, а потом перешел на службу к Токугаве Иэясу.